# Cal Pelat (Tavertet)
Cal Pelat és una casa de Tavertet (Osona) inclosa a l'Inventari del Patrimoni Arquitectònic de Catalunya.

## Descripció
Casa aïllada dins de la trama urbana de Tavertet. Consta de planta baixa, un pis i golfes. Té la teulada a dues aigües amb el carener perpendicular a la façana principal; la teulada no és simètrica, per la banda dreta només cobreix les golfes i continua una mica més avall al segon pis, i per la banda esquerra sobresurt un tros més de teulada per fer un petit porxo. A la banda dreta, al nivell del segon pis, s'obre una gran terrassa. A la façana principal s'obre al centre la porta d'entrada i una finestra a cada cantó, i una altra més sota la terrassa. Al segon pis s'obren tres finestres i a les golfes una. Totes les obertures tenen la llinda i els brancals de carreus de pedra. De la teulada surt una xemeneia de pedra.